# Stanisław Mariusz Piaskowski
Stanisław Mariusz Piaskowski (ur. 25 września 1909 w Kaliszu, zm. 13 października 2003 w Albany) – polski inżynier, grafik i wydawca, znany jako autor książek poświęconych historii Polskiej Marynarki Wojennej.

## Życiorys
Rodzice Stanisława Piaskowskiego: Lubomir Piaskowski i Lucyna Załęska, byli ziemianami posiadającymi majątek w Winnogórze. W latach 1928–1929 Stanisław Piaskowski wstąpił do marynarki wojennej, odbywając przeszkolenie jako torpedo-miner. Po przejściu do cywila ukończył studia inżynierskie na Politechnice Warszawskiej. We wrześniu 1939 roku pracował we Lwowie, który znalazł się pod okupacją radziecką. W latach 1939–1941 był zatrudniony przy budowie linii kolejowej Równe – Lwów. Po agresji niemieckiej wyjechał do Piotrkowa Trybunalskiego. Tam nawiązał kontakty z Armią Krajową, wykorzystując swe zdolności plastyczne przy produkcji fałszywych dokumentów na potrzeby ruchu oporu.
W 1943 roku Stanisław Piaskowski został wywieziony jako robotnik przymusowy do Francji, gdzie pracował przy budowie umocnień portowych w Marsylii. We współpracy z Résistance organizował tam akcje sabotażowe. Po desancie alianckim w południowej Francji kierował, w stopniu porucznika, stacją zborną dla byłych żołnierzy polskich w Nicei. Następnie został oficerem oświatowym w 7. Dywizji Piechoty a później redaktorem technicznym pisma 2. Korpusu Polskiego, tygodnika „Orzeł Biały”. Zwolniony do cywila 30 października 1947 roku, początkowo pozostał we Francji, gdzie pracował jako architekt. Przez pewien czas współpracował z paryską „Kulturą”. Następnie wyjechał do Belgii i Australii. Od 1950 roku zamieszkał w Kanadzie, w 1957 przeniósł się do Stanów Zjednoczonych, osiadając ostatecznie w Albany, gdzie pracował w biurze projektowym przedsiębiorstwa budowy dróg i mostów. Działał w Stowarzyszeniu Polskich Kombatantów, będąc prezesem miejscowego koła organizacji.
W 1958 roku założył w Albany firmę wydawniczą, zajmującą się usługami typograficznymi. W pełni zaangażował się w jej działalność po przejściu na emeryturę, wydając kilkadziesiąt pozycji, głównie historycznych (w tym Morski Dywizjon Lotniczy 1918−1939 autorstwa Jerzego Rozwadowskiego) oraz poezje (Indian Summer Anny Frajlich). Jako historyk amator, wykorzystał swe możliwości dostępu do archiwów amerykańskich, brytyjskich oraz polonijnych (w tym Instytutu Józefa Piłsudskiego w Nowym Jorku czy Instytutu Polskiego i Muzeum im. gen. Sikorskiego w Londynie), przygotowując szereg prac poświęconych Polskiej Marynarce Wojennej i jej okrętom. Znaczącymi dziełami Stanisława M. Piaskowskiego były Okręty Rzeczypospolitej Polskiej 1920−1946. Album planów, wydane w Albany w 1981 roku, a po raz pierwszy w Polsce w 1996 roku oraz trzytomowe Kroniki Polskiej Marynarki Wojennej 1918−1946 (Albany 1983, 1987, 1990), nagrodzone w 1989 roku Nagrodą Pisarską Stowarzyszenia Polskich Kombatantów.
Stanisław Piaskowski był ponadto grafikiem, malarzem i ilustratorem, nagrodzonym w 1966 roku przez Polski Komitet Millenium w Nowym Jorku tytułem Artysta Millenium. Ilustrował między innymi Indian Summer Anny Frajlich oraz paryskie wydanie Nowego odkrycia Ameryki Aleksandra Janty-Połczyńskiego.